# Flakatjärnen, Jämtland
Flakatjärnen är en sjö i Ragunda kommun i Jämtland och ingår i Indalsälvens huvudavrinningsområde.